# 藤原成頼
藤原 成頼（ふじわら の なりより）は、平安時代後期の公卿。藤原北家勧修寺流葉室家、権中納言・藤原顕頼の三男（四男とも）。官位は正三位・参議、修理大夫。

## 経歴
保元3年（1158年）、蔵人に叙爵。平治元年（1159年）の平治の乱に際しては、兄・惟方が藤原信頼の叛乱軍に一旦加担しながら寝返るという動きを見せる中、成頼は終始冷静に行動し、後白河上皇を内裏から無事に脱出させる。上皇、及びこれに先立って脱出していた二条天皇がともに平清盛の六波羅邸に入ると、成頼はこのことを公卿・諸大夫の間に触れて回り、戦局を一気に清盛の側に有利なものとすることに貢献した。
こうしたことからその後も平氏政権とも関係は良好であり、清盛の盟友の藤原邦綱の娘を室とし、高倉天皇の乳母人となっている。また仁安元年(1166年)には邦綱の譲りを受けて参議に任ぜられている。しかし、承安4年(1174年)に兄・光頼の一周忌を受けて出家。以降は高野山に上って隠棲し、高野宰相入道と呼ばれた。
『平治物語』、『平家物語』を通じて賢人として描かれる人物であるが、『愚管抄』のようにその出家は無益であったと評する文書もある。

## 系譜
- 父：藤原顕頼（1094-1148）
- 母：藤原忠子 - 藤原俊忠の娘
- 猶父：藤原光頼（1124-1173）
- 妻：藤原成子 - 藤原邦綱の娘